# Eduard Maria Oettinger
Pour les articles homonymes, voir Oettinger (homonymie).
Eduard Maria Oettinger, né le 19 novembre 1808 et mort le 26 juin 1872, est un littérateur prussien.
Il est membre de la Société des agathopèdes.

## Biographie
Il poursuit ses études au lycée Sainte-Marie-Madeleine de Breslau.
Connu pour sa Bibliographie biographique ou Dictionnaire de 26 000 ouvrages tant anciens que modernes relatifs à l'histoire de la vie publique et privée des hommes célèbres de tous les temps et de toutes les nations, publiée en 1850, Edouard Maria Oettinger n'est pas très connu en France.
Cet ouvrage de référence sera suivi d'une édition plus complète en deux tomes : Bibliographie biographique universelle, dictionnaire des ouvrages relatifs à l'histoire de la vie publique et privée des personnages célèbres de tous les temps et de toutes les nations.
Dans cet ouvrage on peut retrouver les indications bibliographiques suivantes le concernant :
- Wolheim Anton-Edmund, E.M.Oettinger, auch ein Zeigenosse. Lond. (Hamb.) 2 parts. 8. * Le premier cahier de ce pamphlet assez drolatique ne porte pas le nom de l'auteur.
- Liste sämmtlicher wissenschaftliichen und literarischen Werke des Dr. E.M.Oettinger, s.l. et s.d. (Brüss. 1853.) 8. (Tiré seulement à 25 exemplaires non destinés au commerce.)
- De Reume Auguste. Notice bio-bibliographique sur M. E.M. Oettinger. Brux. 1854. 8. Port. (Tiré à 100 exemplaires.)

## Œuvres
- "Bibliotheca shahiludii. Bibliothèque du jeu des échecs". Bibliothec des Schachspiels, Zusammengestellt von Eduard Maria Oettinger / Leipzig : W. Engelmann , 1844
- Mola oder Tanz und Weltgeschichte : eine spanisch deutsche Erzählung, Leipzig : Keil , 1847
- Molla Lontez, [Lola Montez], Leipzig : Reclam , 1847
- Sophie Arnould : Roman, Leipzig : Verlagsbureau , 1847
- Clerodendron fragrans : Toilettenblume für Liebende, Lepizig : Theodor Thomas , 1850
- Bacchus, Buch des Weins : Sammlung der ausgezeichnetsten Trinklieder der deutschen Poesie : mit 1 Stahlstiche, Leipzig : sn , 1854
- Geschichte des dänischen Hofes von Christian II. bis Friedrich VII., Hamburg : Hoffmann und Campe , 1857-1859
- Moniteur des dates ; Supplements rédigés et édités par Hugo Schramm-Macdonald / Dresde , 1866-1882
- Rossini : Romanzo comico ; recato in lingua italiana da Adolfo Pick / Venezia : sn , 1867
- Offenes Billet-doux an den berühmten Hepp-Hepp-Schreier und Juden-Fresser Herrn Wilhelm Richard Wagner, 2. Auflage / Dresden : Wolf , 1869
- Die Weltgeschichte in einem Brief-Couvert : hist. gegr. Handwörterbuch enthaltend die hervorragendsten Ereignisse und Thatsachen der Weltgeschichte geordn. nach der Reihenfolge der Städte, Leipzig : Ludwig Denicke , 1869
- Die Farbe des Wassers, Berlin : Mittler , 1919
- Dramatische Desserts für das Jahr 1836, Hamburg : sn , [s.d.]
- Meister Johann Strauss und seine Zeitgenossen. : Roman... / Berlin : Gesellschaft deutscher Literaturfreunde , [s.d.]

Traductions en français
- Rossini, l'homme et l'artiste, 3 Tomes, 1853 ;  T1  T2  T3
- Bibliographie biographique universelle, dictionnaire des ouvrages relatifs à l'histoire de la vie publique et privée des personnages célèbres de tous les temps et de toutes les nations, Edouard Maria Oettinger, 1854 [1];
- Un agathopède de l'Empire, ou Essai sur la vie et les travaux gastronomico littéraires de feu Grimod de la Reynière, Bruxelles et Leipzig, Kiessling, Schnée et Cie, 1854 ;
- Billet doux à un ennemi des juifs, ou Réponse à M. Richard Wagner, par É. M. Oettinger, traduit de l'allemand, par le Dr J. M. R., avec avant-propos par G. S. 2e édition, Impr. de G. Kugelmann; 1869